# 24. Infanterie-Division (Wehrmacht)
Die 24. Infanterie-Division war ein Großverband des Heeres der deutschen Wehrmacht.

## Geschichte

### Aufstellung
Die Division wurde am 15. Oktober 1935 im Wehrkreis IV (Dresden) in Chemnitz aus Teilen der 4. Division der Reichswehr aufgestellt.

### Sudetenland und Prag
Ende Mai 1938 verlegten große Teile der Division für eine Übung in den Raum Weiden in der Oberpfalz. Für einen eventuellen Einmarsch in die Tschechoslowakei wurden Erkundungen im Grenzgebiet, aber noch auf deutschem Boden vorgenommen. Infolge des Münchner Abkommens überschritten die Einheiten am 1. Oktober 1938 die Grenze mit dem Auftrag, das Gebiet um Tachau zu besetzen. Dabei kam es zu keinen Gefechtshandlungen. Einige Tage später besetzten die Truppen den Raum um Marienbad.
Nach dem Zerschlagen der Tschechoslowakei besetzte die 24. Infanterie-Division Prag. Am 15. März 1939 wurde sie über Komotau in Marsch gesetzt, und erste Teile erreichten noch am selben Tage die Stadt. Die Division verblieb sechs Wochen im Raum Prag und wurde anschließend in ihre Friedensstandorte zurückverlegt.

### Polenfeldzug
Zu Beginn des Angriffskriegs gegen Polen ging die Division unter Generalleutnant Friedrich Olbricht am 1. September 1939 am linken offenen Flügel der Heeresgruppe Süd im Verband der 8. Armee des X. Armeekorps aus dem Raum nordostwärts von Breslau zum Angriff mit allgemeiner Richtung Łódź vor. Es kam in den nächsten Tagen zu Gefechten im Raum Warta am Ufer der Warthe, weiter ostwärts um Łowicz und schließlich zur Schlacht an der Bzura. Zeitweise mussten hier Artillerieabteilungen an die links sowie rückwärts der Division stehende 30. Infanterie-Division abgegeben werden, da starke polnische Einheiten diese angegriffen hatten und somit eine Gefahr im Rücken der 24. Infanterie-Division entstand.
Am 18. September wurde die Division der 10. Armee und dem XI. Armeekorps unterstellt und im Wesentlichen per Fußmarsch in den Raum westlich Warschau verlegt. Sie erreichte unter Kampfhandlungen am 22. September das Ufer der Weichsel zwischen Modlin und Warschau, wo sie mit anderen deutschen Truppen zusammentraf. Große Teile der Division wurden in Ruheräume zurückgezogen, Artillerieeinheiten verblieben zur Beschießung Warschaus.

### Westfeldzug
Nach Beendigung des Überfalls auf Polen wurde die Division in die Eifel verlegt. Sie übernahm im Winter 1939/40 die Sicherung der Grenze im Raum Bitburg.
Die 24. Infanterie-Division überschritt am 10. Mai 1940 im Verband der 12. Armee die deutsche Grenze, marschierte ohne Feindberührung durch das nördliche Luxemburg und weiter nach Belgien. Von dort schwenkte die Division nach Süden über die belgisch-französische Grenze und überquerte bei Sedan die Maas. Südlich der Stadt kam es zu mehrtägigen, schweren Kämpfen mit der französischen Armee bei der Gemeinde Mont-Dieu. Nach einer Ruhephase wurde die Division nach Osten, Richtung Sedan gerichtet, um von dort aus weiter südostwärts an der Maas auf Nancy vorzugehen.
Nach Einkesselung großer französischer Verbände und deren Kapitulation erlebte die Division hier den Waffenstillstand mit Frankreich. Anschließend wurde sie für den später geplanten Angriff auf Großbritannien an die belgische Nordseeküste verlegt, wo sie für die Sicherung des Raumes zwischen Schelde-Mündung und belgisch-französischer Grenze zuständig war.
Anfang Juni 1941 erreichte die Division ihren neuen Bereitstellungsraum im südöstlichen Polen in der Nähe von Tomaszow.

### Unternehmen Barbarossa
Am 22. Juni gegen 03:30 Uhr morgens überschritt sie im Verband des IV. Armeekorps die Grenze zur Sowjetunion. Der Vormarsch erfolgte nördlich Lemberg in südöstlicher Richtung durch die Ukraine über Tarnopol auf die Stalin-Linie, weiter in Richtung Winniza nach Uman. Hier wurden in schweren Kämpfen große sowjetische Truppenteile in der Kesselschlacht bei Uman eingeschlossen.
Am 22. August 1941 wurde der Dnepr bei Tscherkassy überschritten. Im September 1941 nahm die 24. Infanterie-Division an der Schlacht um Kiew teil, als sie bei Kämpfen um das Dorf Orshiza die Verbindung mit der 16. Panzer-Division herstellte.
Anschließend wurde die Division auf die Halbinsel Krim verlegt, wo sie nach zum Teil 600 Kilometer langen Fußmärschen Ende November 1941 Stellungen bezog. 

### Sewastopol
An der Schlacht um Sewastopol 1941–1942 hatte die 24. Infanterie-Division maßgeblichen Anteil. In den Kämpfen auf der Krim war sie im Verband des XXXXII. Korps eingesetzt. Am 17. Dezember 1941 bildete die 24. ID zusammen mit der 22. ID, 132. ID und 50. ID den Angriffsschwerpunkt aus dem Norden. Ende Dezember 1941 konzentrierten sich die Kämpfe auf das stark befestigte Fort Stalin.
Im Juni 1942 wurden die Kämpfe gegen die Forts von Sewastopol mit großer Intensität wieder aufgenommen. Die 24. ID erhielt den Auftrag, im Verbund des LIV. Armeekorps die sowjetischen Befestigungsanlagen durch die von Pionieren geräumten Minengassen parallel zum Belbek-Tal zu erobern. Der Angriff kostete auf beiden Seiten enorme Verluste. Die 132. ID musste abgezogen und vorübergehend durch die 24. ID ersetzt werden, da sie nicht mehr einsatzfähig war. Die 24. ID wurde ihrerseits durch die 4. Gebirgsjäger-Division ersetzt. Männern des Pionier-Bataillons 24 gelang es, das Fort „Maxim Gorki I“ mitsamt seinen weitläufigen unterirdischen Bunkeranlagen zu sprengen. Am 17. Juni 1942 eroberten das Infanterieregiment 31 die Forts „GPU“, „Molotow“ und „Tscheka“. Drei Tage später fielen das Nordfort und die Konstantinowski-Batterie, mit der die Hafenanlagen kontrolliert wurden. Wenige Tage später konnte die Division das Elektrizitätswerk im Stadtgebiet von Sewastopol einnehmen, und am 30. Juni 1942 kapitulierten die Verteidiger der Hafenstadt.

### Heeresgruppe Nord
Im August 1942 wurde die Division in den Nordabschnitt der Ostfront zwischen Ladogasee und Wolchow verlegt. Im September 1942 nahm sie bei Mga am Wolchow an der Ersten Ladoga-Schlacht teil. Ab Februar 1943 erfolgten der schrittweise Rückzug nach Westen, die Zweite Ladoga-Schlacht und die Dritte Ladoga-Schlacht. Bis Januar 1944 stand die Division südlich von Leningrad im Abwehrkampf. Ab Februar 1944 erfolgte der Rückzug durch Lettland und infolge des Zusammenbruchs der Heeresgruppe Mitte im Sommer 1944 die Einschließung im Kurland-Kessel. 

### Kurland
Die Division kämpfte in allen Schlachten der Heeresgruppe Kurland und verlor kontinuierlich an Einsatzstärke.

### Kapitulation
Am 9. Mai 1945 kamen die Reste der Division südlich Riga in sowjetische Gefangenschaft.

## Gliederung und Standorte

### Januar 1939
- Infanterie-Regiment 31 – Plauen, Zwickau, Glauchau
- Infanterie-Regiment 32 – Teplitz-Schönau, Brüx, Komotau, Dux
- Infanterie-Regiment 102 – Chemnitz, Altenburg, Freiberg
- Artillerie-Regiment 24 – Altenburg, Plauen, Brüx, Frankenberg/Sachsen
- II./Artillerie-Regiment 60 (mot.) – Chemnitz
- I./Artillerie-Regiment 84 – Zeitz
- Beobachtungs-Abteilung 24 – Chemnitz
- Pionier-Bataillon 24 – Riesa
- Panzerabwehr-Abteilung 24 – Borna
- Sanitäts-Abteilung 24 – Chemnitz
- Nachrichten-Abteilung 24 – Chemnitz
- Kavallerie-Regiment 10 – Torgau
- Infanterie-Divisions-Nachschubführer 24

## Kommandeure
| Jahr                                       | Dienstgrad                          | Name                    |
| ------------------------------------------ | ----------------------------------- | ----------------------- |
| 15. Oktober 1935                           | Generalmajor/Generalleutnant        | Werner Kienitz          |
| 1. April 1938 (mit der Führung beauftragt) | Generalleutnant                     | Sigismund von Förster   |
| 10. November 1938                          | Generalmajor/Generalleutnant        | Friedrich Olbricht      |
| 15. Februar 1940                           | Generalmajor/Generalleutnant        | Justin von Obernitz     |
| 14. Juni 1940                              | Oberst/Generalmajor/Generalleutnant | Hans von Tettau         |
| 14. Februar 1943                           | Oberst                              | Ernst Anton von Krosigk |
| 1. März 1943                               | Oberst/Generalmajor                 | Kurt Versock            |
| 10. Juni 1943                              | Generalmajor                        | Walter Wissmath         |
| 6. Juli 1943                               | Generalmajor/Generalleutnant        | Kurt Vorsock            |
| 19. Februar 1944                           | Oberst                              | Kurt Opelt              |
| 21. Februar 1944                           | Oberst                              | Herbert von Wagner      |
| 24. Februar 1944                           | Generalleutnant                     | Hans von Falkenstein    |
| 3. Juni 1944                               | Generalleutnant                     | Kurt Versock            |
| 3. September 1944                          | Oberst/Generalmajor                 | Harald Schultz          |

## Bekannte Divisionsangehörige
- Hermann Heimpel (1901–1988), war ein Historiker und Autor
- Wolfgang Keilig (1915–1984), war ein deutscher Offizier, zuletzt Brigadegeneral der Bundeswehr und Militärschriftsteller